# روبرت ديفيد هول
روبرت ديفيد هول (بالإنجليزية: Robert David Hall)‏ مواليد 9 نوفمبر 1947 في نيو جيرسي، الولايات المتحدة، هو ممثل أمريكي بدأ مسيرته الفنية عام 1983.

## الأعمال

### أفلام
- سي اس آي:التحقيق في موقع الجريمة

## روابط خارجية
- روبرت ديفيد هول على موقع IMDb (الإنجليزية)
- روبرت ديفيد هول على موقع ألو سيني (الفرنسية)
- روبرت ديفيد هول على موقع أول موفي (الإنجليزية)
- روبرت ديفيد هول على موقع قاعدة بيانات الأفلام السويدية (السويدية)
- روبرت ديفيد هول على موقع إن إن دي بي (الإنجليزية)
- روبرت ديفيد هول على موقع قاعدة بيانات الفيلم (الإنجليزية)
- روبرت ديفيد هول على موقع كينوبويسك (الروسية)